# 冥界 (北歐神話)

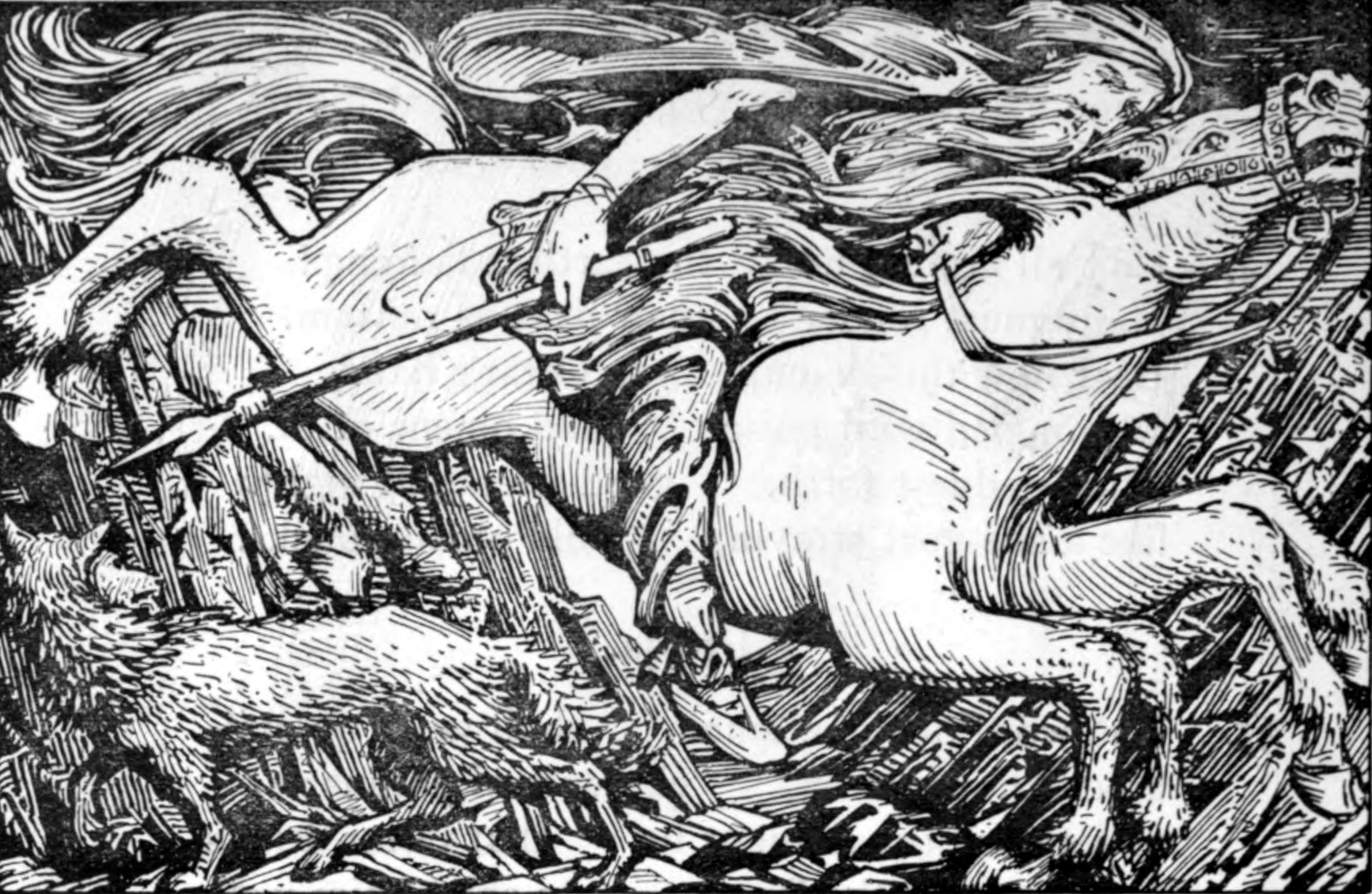
"奧丁騎著坐騎前往冥界"（1908），W. G.科林伍德所作。

在北歐神話裡，冥界（Hel）是亡者的住所，沒能光榮戰死而錯失英靈殿的死者都歸於此地，與其統治者海拉同名，在冰島的文獻裡有許多不同對其的描述，例如艾達經中敘述了布倫希爾德到冥界的旅程，而奧丁在生前也曾騎著牠的坐騎斯雷普尼爾到過冥界。在詩體埃達中當巴德爾遇害後，赫爾莫德亦騎著奧丁的八足神馬斯雷普尼爾嘗試救回巴德爾。

## 在虛構作品中
- 在电子遊戲《地狱之刃：塞娜的献祭》之中，作為可供探索的遊戲地圖之一。
- 在电子遊戲《戰神》之中，作為可供探索的遊戲地圖之一。
- 在电子遊戲《戰神：諸神黃昏》之中，作為可供探索的遊戲地圖之一。
- 在电子遊戲《刺客教條：維京紀元 被遺忘的傳奇（英语：Assassin's Creed Valhalla#The_Last_Chapter）》之中，作為可供探索的遊戲地圖之一。